# Journée internationale du souvenir en hommage aux victimes du terrorisme
 (août 2024).
En 2017, la Journée internationale du souvenir en hommage aux victimes du terrorisme a été instituée le 21 août par l’Assemblée générale des Nations Unies (résolution 72/165). 

## Contexte et enjeu
Selon le site de l'ONU, il s'agit « d’honorer et de soutenir les victimes et les survivants du terrorisme et de promouvoir et protéger le plein exercice de leurs libertés et de leurs droits fondamentaux ».
En 2017,  cinq pays concentrent près de trois quarts des décès causés par le terrorisme : l’Afghanistan, l’Irak, le Nigéria, la Somalie et la Syrie. 

## 21 août 2024, septième journée internationale du souvenir en hommage aux victimes du terrorisme

### La parole donnée aux témoins
En 2024, la septième commémoration organisée au siège de l’ONU à New York été marquée par un événement virtuel - diffusé en direct sur UN WebTV puis disponible à la demande - incluant le témoignage direct de victimes/survivants et d’experts du terrorisme.
En outre, l'exposition « Memories », qui « vise à sensibiliser aux histoires humaines au cœur de chaque victime et survivant du terrorisme », était présentée dans le hall des visiteurs du siège des Nations Unies à New York du 23 juillet au 23 août 2024 . 
Cette exposition avait déjà été présentée deux fois par l’ONU : la première fois dans le cadre de  la « UN High-Level International Conference on Human Rights, Civil Society and Counter-Terrorism » (à Malaga, Espagne, 10 mai 2022) ; elle représentait alors 8 victimes/survivants du terrorisme. Elle a ensuite été présentée lors du premier Congrès mondial des Nations Unies sur les victimes du terrorisme (siège de l'ONU à New York, du 8 au 9 septembre 2022) ; pour cette occasion, elle avait été élargie à 22 témoignages . 

### L’attaque terroriste du 7/10 contre Israël passée sous silence: les réactions
Lors de cette septième journée de commémoration l’attaque terroriste du 7 octobre 2023 contre Israël n’a été mentionnée nulle part et à aucun moment. Il s’agit pourtant d’un évènement majeur tant par le nombre et la nature des victimes (1 200 tués, majoritairement des civils dont des enfants), les actes commis (massacres de masse, viols, tortures, 251 personnes prises en otage) et leur glorification par leurs auteurs .
Le caractère terroriste de l’attaque dite du « 7 octobre » n’avait d’ailleurs jamais été remis en question par l’ONU .
Beaucoup d’observateurs se sont donc interrogés sur cette omission, perçue comme significative et intentionnelle, et l’ont diversement interprétée.
Pour Rima Hassan, députée européenne LFI, il s’agit d’une confirmation du caractère non terroriste de l’attaque du 7 octobre. Elle a cependant été immédiatement désavouée par des représentants socialistes (Arthur Delaporte, député socialiste, Boris Vallaud, président du groupe socialiste à l’Assemblée : « Notre programme est sans ambiguïté : les massacres du 7 Octobre sont terroristes ») et, dans son propre camp, par le député LFI Aymeric Caron ,.
L’Amitié Judéo-Chrétienne de France a marqué sa désapprobation dans le cadre d’un communiqué consécutif à l’attaque contre la synagogue Beth Yaacov de la Grande-Motte à Montpellier (24 août 2024) .
Pour certains analystes, telles que Renée Fregosi (philosophe et politologue française) et Noelle Lenoir (juriste, magistrate, conseiller d'État, ancienne ministre des Affaires européennes entre 2002 et 2004), cette omission est symptomatique d’une dérive au sein des instances onusiennes dans lesquelles les états non démocratiques seraient devenus majoritaires et tendraient à imposer une posture anti-occidentale, un double standard défavorable à Israël ainsi qu’une une manipulation insidieuse de l’information et des budgets alloués ,.